# Retortamonadida
Retortamonadida é um pequeno grupo de seres eucariontes unicelulares heterótrofos, parasitas ou comensais do tubo digestivo de animais tais como insectos, mamíferos e aves, com alguns de vida livre. Pertence ao filo Metamonada.

## Sistemática
Possui dois géneros, ambos com a típica ausência de mitocôndrias e de complexo de Golgi:
- Retortamonas, com dois flagelos;
- Chilomastyx com quatro flagelos.